# Prague Twenty
Prague Twenty (P20) byla obecně prospěšná společnost, jež byla založena v roce 2009. Prvotní náplní její činnosti bylo pořádání konferencí, odborných přednášek a jiných vzdělávacích akcí v oblasti politiky, společenských věd a kultury, za účasti zahraničních i domácích odborníků. Výběr témat jednotlivých konferencí sledoval především otevřené otázky vývoje české společnosti, ale i problematiku dalšího rozvoje Evropské unie, otázek mezinárodní politiky a dalších zásadních společenských témat, významných především pro oblast střední a východní Evropy.
Zakladatelem Prague Twenty byl Vladimír Dlouhý, ředitelkou pak Petra Roiková. V čele Prague Twenty stojí správní rada, kontrolním orgánem je dozorčí rada.

## Členové správní rady Prague Twenty
- Vladimír Dlouhý, předseda
- Stanislav Bernard
- Eliška Břízová
- Jefim Fištejn
- Cyril Höschl
- Luděk Niedermayer
- Pavel Pafko
- Lukáš Kovanda
- Karel Schwarzenberg

## Členové dozorčí rady Prague Twenty
- Richard Hindls, předseda
- Karel Dyba
- Lubomír Lízal

## Akce Prague Twenty
Společnost Prague Twenty chce být místem, kde se budou střetávat a konfrontovat různé názory, prezentované přednášejícími z různých oblastí Evropy a světa, ale též předními českými řečníky. Cílem těchto akcí je zvýšit kvalitu diskuse a prohloubit poznání daných témat v české společnosti, s pozitivním dopadem na politický život v naší zemi.
Dosavadních akcí Prague Twenty se coby řečníci zúčastnily různé osobnosti světové politiky, ekonomie, finančnictví a dalších oblastí, namátkou Mario Monti, Martin Feldstein , Jacob A. Frenkel či Sergej Karaganov; z českých osobností například Václav Klaus, Miroslav Singer nebo Zdeněk Tůma.